# Albus Novi Sad
Pour les articles homonymes, voir Albus.
Albus Novi Sad (code BELEX : ALBS) est une entreprise serbe qui a son siège social à Novi Sad, la capitale de la province de Voïvodine. Elle travaille dans le domaine de l'industrie chimique. Elle entre dans la composition du BELEXline, l'un des principaux indices de la Bourse de Belgrade.

## Histoire
Albus Novi Sad a été admise au libre marché de la Bourse de Belgrade le 27 mai 2004.

## Activités
Albus Novi Sad est une entreprise qui travaille dans le secteur de l'industrie chimique ; elle produit notamment des savons et des détergents à usage ménager.

## Données boursières
Le 21 juin 2013, l'action de Albus Novi Sad valait 150 RSD (1,31 EUR). Elle a connu son cours le plus élevé, soit 4 000 RSD (35,00 EUR), le 14 septembre 2007 et son cours le plus bas, soit 85 RSD (0,74 EUR), le 11 décembre 2012.
Le capital de Albus Novi Sad est détenu à hauteur de 77,87 % par des entités juridiques, dont 26,48 % par Invej a.d., 23,75 % par Monus d.o.o. Beograd-Zemun et 14,55 % par MD Invest d.o.o..